# Nuevo Estadio Los Pajaritos
El Nuevo Estadio Los Pajaritos és un estadi de la ciutat de Sòria (Castella i Lleó). És l'actual estadi del CD Numancia. El nom ve del barri on està ubicat, anomenat Los Pajaritos.
La propietat de l'estadi és de l'ajuntament, i no del Club Deportivo Numancia.

## Història
Inaugurat el 14 de gener de 1999, ha acollit les tres temporades del CD Numancia en Primera Divisió. Mític pel fred que fa sempre allí, el vell estadi de Los Pajaritos va ser seu del primer partit oficial de la selecció absoluta de Castella i Lleó.